# ماجرای نیمروز (فیلم ۱۳۹۵)
ماجرای نیمروز فیلمی به کارگردانی محمدحسین مهدویان است که فیلمنامه‌اش توسط محمدحسین مهدویان و ابراهیم امینی نوشته شده و تهیه‌کنندگی آن بر عهده سید محمود رضوی است. این فیلم با بازی بازیگرانی از جمله مهرداد صدیقیان، احمد مهرانفر، هادی حجازی‌فر، مهدی زمین‌پرداز و جواد عزتی و با سرمایه‌گذاری مؤسسه سیمای مهر، بنیاد سینمایی فارابی، حوزه هنری و مؤسسه تصویر شهر در سال ۱۳۹۵ تولید شد.
این فیلم در سی و پنجمین دوره جشنواره فیلم فجر برنده سیمرغ بلورین بهترین فیلم جشنواره، سیمرغ بلورین بهترین فیلم از نگاه ملی و سیمرغ بلورین بهترین فیلم از نگاه تماشاگران شد. همچنین بهزاد جعفری طادی برنده سیمرغ بلورین بهترین طراحی صحنه و لباس شده است.
این فیلم در تاریخ ۲۵ اسفند ۱۳۹۵ در سینماهای ایران اکران شد. موضوع این فیلم به ترورهای سازمان مجاهدین خلق ایران در سال ۱۳۶۰ و اتفاقات بعد از عزل ابوالحسن بنی صدر می‌پردازد.

## خلاصه داستان
فیلم به ترورهای سال ۱۳۶۰ به دست گروه مجاهدین خلق می‌پردازد. این درگیری‌ها پس از برکناری ابوالحسن بنی‌صدر از ریاست جمهوری توسط مجلس شورای اسلامی شدت می‌گیرند. پس از برکناری ابوالحسن بنی صدر، گروه‌های ضد حکومت مانند گروه سازمان مجاهدین خلق ایران دست به ترورهای موفق مقامات ارشد حکومت می‌زنند. از سوی دیگر، سازمان وزارت اطلاعات کشور و اطلاعات سپاه با همکاری هم درصدد دستگیری اعضای گروه سازمان مجاهدین خلق هستند. در این میان، این فیلم رابطهٔ بین یکی از اعضای سپاه و زنی از اعضای گروه سازمان مجاهدین خلق را که در گذشته در دانشگاه همکلاسی بودند، نشان می‌دهد.

## بازیگران
| بازیگر         | نقش           |
| -------------- | ------------- |
| مهرداد صدیقیان | حامد          |
| احمد مهران‌فر   | رحیم          |
| هادی حجازی‌فر   | کمال          |
| جواد عزتی      | صادق          |
| مهدی پاکدل     | مسعود کشمیری  |
| حسین مهری      | عباس زریبافان |
| مهدی زمین‌پرداز | مسعود         |
| لیندا کیانی    | طاهره         |
| محیا دهقانی    | فریده         |

## نامگذاری فیلم
ظاهراً نام فیلم از وسترن آمریکایی به نام نیمروز (High Noon) وام گرفته شده اما ماجرای اصلی فیلم، یعنی کشته شدن موسی خیابانی، تا ظهر طول می‌کشد و از همین رو نام فیلم بی مسما نیست.

## شخصیت‌های ماجرای نیمروز
- مسعود: دو شخصیت با نام مسعود در فیلم ایفا شده‌اند که یکی مسعود کشمیری با بازی مهدی پاکدل است و دیگری مسعود از نیروهای اطلاعات با بازی مهدی زمین پرداز.

پاکدل در خصوص ایفای نقش کشمیری می‌گوید: «من به شدت دوست داشتم این نقش را بازی کنم اگرچه کوتاه بود. البته از نظر ظاهری هم به آقای کشمیری شباهت دارم و نه اخلاقی.»
مهدی زمین پرداز نیز در توصیف شخصیت مسعود گفت:
«من نیز چون دو تجربه مشترک با محمدحسین مهدویان داشتم از سوی وی دوباره دعوت به کار شده و به عنوان ایفاگر نقش مسعود حضور پیدا کردم. روزی هم که با او برای بازی نقش صحبت کردیم به این نتیجه رسیدیم که اجازه ندهیم شخصیت مسعود دچار کلیشه‌های رایج این گونه شخصیت‌ها در سینمای ایران شود. این بازجو نه داد می‌زند و نه شخصیت عصبی دارد. او صدای سنگین و با طمانینه‌ای دارد.» 
- عباس: مابه‌ازای بیرونی شخصیت عباس با بازی حسین مهری، فردی است به نام عباس زریبافان که نفوذی سازمان مجاهدین خلق در قلب دستگاه اطلاعاتی انقلاب بود. زریباف که دانشجوی دانشگاه شریف بود، در جریان حمله به سفارت آمریکا در آبان ۵۸ خود را در صف دانشجویان مسلمان جا زد و به سفارت راه پیدا کرد. پس از آن نیز عضو واحد اطلاعات سپاه شد و مسئولیت شنود تلفنی را بر عهده گرفت. اما در نهایت با تیزهوشی شخصیت صادق با بازی جواد عزّتی شناسایی می‌شود.[۶]
- حامد: با بازی مهرداد صدیقیان، شخصیتی است که مابه‌ازای واقعی ندارد و زادهٔ تخیل نویسنده است. صدیقیان در این باره می‌گوید:

«تنها شخصیتی که در فیلمنامه ماجرای نیمروز مابه‌ازای واقعی نداشت من بودم. این در حالی است که باقی شخصیت‌ها همگی مابه‌ازای بیرونی داشتند؛ مثلاً شخصیتی که جواد عزتی یا احمد مهران فر بازی کرد، همگی شخصیت‌های واقعی بودند؛ یعنی شخصی وجود داشت که در سال ۶۰ چنین فعالیت‌هایی را انجام داده است و تنها اسامی به دلیل برخی ملاحظات تغییر کرده است اما شخصیتی که من بازی کردم به‌طور کامل ساختگی بود و به نوعی تخیل نویسنده بوده است.»
- صادق: بازی این شخصیت را جواد عزتی بر عهده دارد. سید محمود رضوی تهیه‌کنندهٔ فیلم در پاسخ به سؤالی دربارهٔ شباهت شخصیت صادق با سعید امامی گفت: این نقش هیچ شباهتی به سعید امامی ندارد و سعید امامی در آن موقع در سپاه نبوده است.[۴]

پس از اکران فیلم در جشنواره فجر نیز جواد عزتی با شخصیت اصلی حاج صادق دیدار و گفتگو کرده است.
مهدویان نیز در خصوص مابازای واقعی شخصیت‌های فیلم توضیحاتی داد. او گفت:
«ما در این فیلم با کاراکترهایی روبرو بودیم که شخصیت‌های این داستان از آن‌ها الهام گرفته بود و مابازای هر کدام از آن‌ها یک شخصیت واقعی داشتیم که در فیلم دراماتیک تر شده بود. از آنجا که هنوز هم خیلی‌ها از این افراد خوششان نمی‌آید که نامشان مطرح شود، اگر این افراد را معرفی کنیم ممکن است امنیت این افراد به خطر بیفتد و مشکلی برای آنان ایجاد شود.»

## بازخورد
دامون ترابی در ماهنامه سینمایی فیلم، ماجرای نیمروز را یک فیلم پلیسی/سیاسی می‌داند که از نظر فرم و فضاسازی با گرته‌برداری اصولی از فیلم‌های مطرح جهان توانسته به این ژانر نزدیک شود.
نسیم مقرب، ماجرای نیمروز را—مانند تمام فیلم‌ها و سریال‌های تاریخی—فیلمی می‌داند که پایبندی کامل به واقعیت ندارد و برای نمایشی کردن تحلیل و روایت، دست به حذف و اضافه‌های فراوان زده است و روایتی حکومتی از تاریخ معاصر ارائه می‌دهد.
صادق زیباکلام، استاد دانشگاه تهران، از لحاظ تاریخی این فیلم را یک کار کاملاً دولتی خوانده که فقط فضای اکشن آن جذاب است و درکی از دوره تاریخی آن به مخاطب نمی‌دهد.
جلیل سامان، فیلمنامه‌نویس و کارگردان سینما و تلویزیون نیز در یادداشتی دربارهٔ ماجرای نیمروز گفت: «سینمای ما چهل سال از مردم کشورش عقب مانده است شاید ماجرای نیمروز را باید سال‌های دهه ۶۰ می‌ساختند که در تصمیم‌گیری خیلی از جوان‌ها اثرگذار بود. ماجرای نیمروز هم از نظر فضاسازی ما را ۳۰–۴۰ سال به عقب پرتاب می‌کند و هم از جهت موضوعی.»

## نقدها
می‌شود مثل لنی ریفنشتال، تفکر پشت فیلم‌ها را کنار گذاشت و به عنوان یک فیلمساز داوری‌اش کرد. آن وقت هم نتیجه کار برای آقای مهدویان، نتیجه جذابی نیست. برای این که ریفنشتال نابغه‌ای بود در خدمت فاشیسم و حالا ما با یک فیلمساز متوسط طرف هستیم که تمام اوج توانایی‌اش را می‌توان در فیلمی مثل لاتاری دید؛ یعنی از آن‌جا باید این فیلمساز را شناخت که چقدر فیلم شعاری و بی‌سروتهی را خلق کرده و حالا این‌جا در یک بیگ پروداکشن خودش را قایم می‌کند.

از طرف دیگر، تفکری که القا می‌کند تفکری بسیار خطرناک است. تمام فیلم را اگر کسی با دقت ببیند، متوجه می‌شود که فیلم در جهت ستایش تفکری مثل سعید امامی است. آدمی به شکل سعید امامی گریم شده و تنها آدمِ حق در فیلم همین است. حتی آدم‌هایی که کوچک‌ترین تردیدی در شغل‌شان و وظیفه‌شان دارند، کنار گذاشته می‌شوند و یک نفر می‌ماند که قهرمان اصلی فیلم است و حالا یک تیم تبلیغاتی بزرگ جلوی صحنه و پشت صحنه این تفکر را ترویج می‌کند و از همه مردم می‌خواهند که همین را باور کنند. خب به نظر من این خیلی خطرناک است که هیچ چیز افزوده و ارزش هنری ندارد.— محمد عبدی، رادیو فردا
برخی از فیلم‌سازان و منتقدان آثار او از جمله دو فیلم ماجرای نیمروز و ماجرای نیمروز:رد خون را متهم به جعل و دستکاری تاریخ، روایت یکطرفه داستان و ارائه اطلاعات غیرواقعی در راستای ایدئولوژی نظام جمهوری اسلامی متهم می‌کنند. به گفته روزبه کمالی، با تولید آثار خوش‌ساخت اما تحریف‌گری چون رد خون و ماجرای نیمروز افیون فراموشی در میان جمع می‌پراکند و تاریخچه آن دیگری (طرف دیگر تاریخ) از طریق تحمیل قواعد دراماتیک از اذهان می‌زاید و به داستانی جذاب کاسته می‌شود.
محمد عبدی منتقد فیلم و پژوهشگر هنر، مضمون فیلم‌هایی مثل ماجرای نیمروز را خطرناک و بی‌ارتباط با آفرینش هنری عنوان می‌کند.
امیر عزتی فیلم‌ساز و منتقد سینما معتقد است صِرف خوش‌ساخت بودن یا حتی نوآوری‌های روایی نباید مانع دیدن نیت اصلی سازندگان فیلم‌هایی چون «ماجرای نیمروز» شود. به گفته او «سینمای جمهوری اسلامی آخرین سینمای ایدئولوژیک دنیاست که بعد از سینمای دولتی شوروی، بیشترین طول عمر را داشته و در چهار دهه گذشته با سوءاستفاده از ثروت ملی و دست‌اندازی به پیشرفت‌های تکنولوژی جهان غرب، سعی کرده فیلمسازهای کاربلدی تربیت کند. تأسیس سازمان تبلیغات اسلامی در گذشته و سازمان اوج در زمان فعلی، بخشی از این فرایند است. از محسن مخملباف و ابراهیم حاتمی‌کیا تا محمدحسین مهدویان راه درازی نیست. صِرف خوش‌ساخت بودن و حتی نوآوری‌های روایی نباید مانع دیدن نیت اصلی سازندگان این فیلم‌ها بشود؛ هم‌چنان‌که در عرصه جهانی نشده.»
امین بزرگیان، جامعه‌شناس و نویسنده معتقد است مشکل فیلم ماجرای نیمروز نه در جعلیات و دستکاریهایش که اتفاقاً در جاهایی است که منطبق با واقعیت حرف می‌زند. «دجّال در اندیشه نیچه چه کسی است؟ کسی نیست که با دروغها و دستکاری‌هایش فریب می‌دهد، بلکه کسی است که با واقع گوییها می‌خواهد حقیقتی را پنهان کند. باید بدانیم که گاهی پوشیده نگهداشتن حقیقت تنها از طریق بیان واقعیت ممکن می‌شود.»
مهرداد درویش‌پور، جامعه‌شناس معتقد است در فیلم ماجرای نیمروز راست و دروغ به قصد القا در هم آمیخته می‌شوند.
یک کسانی در بدنه مثلاً رفقای حزب‌اللهی بودند که می‌گفتند این شبیه ما نیست، حواستان باشد، ببینید چه دارد می‌گوید. یک کسانی هم مثلاً با خوش‌بینی بیشتر می‌گفتند یک کاری دارد برای یک قهرمان ملی می‌کند و فیلمش هم خوب است و به او سخت نگیریم. از آن طرف هم، به‌خصوص بعد از «ماجرای نیم روز»، از طرف مقابل هم یک چیزهایی می-گفتند که این آدم به یک جایی وصل است، این از آن‌جا آمده، فیلم قبلی‌اش برای فلان ارگان بوده.— محمدحسین مهدویان، جماران
مهدی شبانی، مستندساز و کارگردان معتقد است ایدئولوژی در فیلم ماجرای نیمروز پشتِ بازنمایی به منزله حقیقت، پنهان شده است. این فیلم با حذف مجموعه رخدادهای پیش از آغاز روایت تصویری، و فقط استناد به شرح چند خطی آن در تیتراژ از توضیح چگونگی ورود سازمان مجاهدین خلق به فاز نظامی در ۳۰ خرداد ۱۳۶۰ پرهیزکرده و برای پیش‌گیری از همذات پنداری مخاطب با سازمان مجاهدین، فضای مناسبات درونی نیروی شر مطلقاً نمایش داده نمی‌شود.
رضا علیجانی معتقد است مشکل از اینجا آغاز می‌شود که آن کارگردان در روایت خویش نیز صادق نباشد و واقعیت را دستکاری کند. ماجرای نیم روز چنین تولیدی است.
امید منتظری تحلیلگر سیاسی مهدویان را نسل پساحاتمی‌کیا می‌داند. به گفته او مهدویان از سینمای جنگ، آوینی‌زدایی می‌کند و درگیری‌های سیاسی دهه ۶۰ را به نبردی اکشن فرومی‌کاهد. در فیلم ماجرای نیمروز به گفته او چنین قصه‌ای در شرایط سیاسی فعلی غیراخلاقی است زیرا صدای یک طرف این منازعه قطع شده و زوایه دوربین از نگاه نیروهای امنیتی است.

## جوایز

### جشنواره فیلم فجر
این فیلم در سی و پنجمین دوره جشنواره فیلم فجر در ۹ رشته نامزد دریافت جایزه سیمرغ بلورین شده بود که در نهایت ۵ جایزه به این فیلم تعلق گرفت.
| قسمت                          | نامزد             | نتیجه    | جایزه        |
| ----------------------------- | ----------------- | -------- | ------------ |
| بهترین فیلم                   | سید محمود رضوی    | برنده    | سیمرغ بلورین |
| بهترین فیلم از نگاه تماشاگران | سید محمود رضوی    | برنده    | سیمرغ بلورین |
| بهترین کارگردانی              | محمد حسین مهدویان | نامزدشده | سیمرغ بلورین |
| بهترین بازیگر نقش اول مرد     | مهرداد صدیقیان    | نامزدشده | سیمرغ بلورین |
| بهترین بازیگر نقش مکمل مرد    | هادی حجازی فر     | نامزدشده | سیمرغ بلورین |
| بهترین بازیگر نقش مکمل مرد    | جواد عزتی         | نامزدشده | سیمرغ بلورین |
| بهترین جلوه‌های ویژه میدانی    | محسن روزبهانی     | نامزدشده | سیمرغ بلورین |
| بهترین طراحی صحنه و لباس      | بهزاد جعفری طادی  | برنده    | سیمرغ بلورین |
| بهترین عکس                    | سحاب زری باف      | نامزدشده | سیمرغ بلورین |

این فیلم همچنین جایزه ویژه بهترین فیلم از نگاه ملی نیز به این فیلم تعلق گرفت.

### هفدهمین دوره جشن حافظ
- جایزه بهترین کارگردان: محمد حسین مهدویان
- جایزه بهترین تدوین: سجاد پهلوان زاده
- جایزه بهترین بازیگر مرد: جواد عزتی
- نامزد بهترین فیلمنامه: ابراهیم امینی، محمد حسین مهدویان
- نامزد بهترین دستاورد هنری: بهزاد جعفری طادی (طراحی صحنه و لباس)
- نامزد بهترین فیلمبرداری: هادی بهروز
- نامزد بهترین موسیقی متن: حبیب خزاعی فر
- نامزد بهترین بازیگر مرد: احمد مهرانفر
- نامزد بهترین فیلم: به تهیه‌کنندگی سید محمود رضوی

دیگر جوایز :
- برنده تندیس بهترین فیلم از پانزدهمین دوره جشنواره فیلم مقاومت (بخش بین‌الملل)
- جایزه ویژه هیئت داوران برای محمد حسین مهدویان از پانزدهمین دوره جشنواره فیلم مقاومت[۱۶]